# كوثر نيازي
كوثر نيازي (بالأردوية: کوثر نیازی)‏، المعروف باسم مولانا كوثر نيازي (21 أبريل 1934-1994)، سياسي باكستاني وزعيم ديني وقائد بارز في حزب الشعب الباكستاني، يُعتبر كوثر أقوى وزير فيدرالي في باكستان خلال الفترة من 1974 حتى 1977. شغل منصب وزير وساعد ذو الفقار علي بوتو لمدة 6 سنوات.
في عام 1953 اعتقلته الحكومة وسجنته لمشاركته في أعمال الشغب العنيفة في لاهور. وكان نيازي ينتقد الجماعة الإسلامية وأيوب خان (1958-1969). واتهمته الجماعة الإسلامية بتقويض دور العلماء المسلمين في باكستان.
في سنواته الأخيرة تمت مكافأته على ولائه لعائلة بوتو من خلال ترشيحه لمنصب رئيس مجلس العقيدة الإسلامية خلال حكومة بينظير بوتو الثانية.

## مؤلفاته
- حقائق أساسية.
- نحو فهم القرآن
- للنبي
- خلق الإنسان
- التحديات الحديثة للعائلات المسلمة
- دور المسجد
- ذو الفقار علي بوتو من باكستان، في الأيام الأخيرة
- الإسلام، مرشدنا
- الإسلام والغرب
- مرآة الثالوث
- إقبال والعالم الثالث
- المفاهيم الاقتصادية في الإسلام
- دراسة التاريخ
- نبي الثورة